# Martín García Puyazuelo
Martín García Puyazuelo (Casp, ca.1441 - 1521) fou un religiós aragonès, bisbe de Barcelona entre 1511 i 1521. En 1467 va traduir en vers els Distica Catonis. Va tenir càrrecs eclesiàstics a Roma.
Va obtenir el títol de "mestre" a la universitat de Sant Climent de Bolonya en 1480 i en 1481 fou nomenat canonge de la Seu de Saragossa. Amb Juan de Enguera, Fernando de Loaces, el bisbe de Tortosa Adrian Florisz Boeyens (futur papa com a Adrià VI), Lope Martínez de Lagunilla, Luis Mercader, i Acisclo Moya de Contreras, va formar part del Tribunal de la Inquisició a Catalunya, llavors molt actiu. Fou bisbe de Barcelona entre 1511 i 1521, quan morí, ocupant-se de rebre l'emperador Carles V del Sacre Imperi Romanogermànic i d'acollir el capítol de l'Orde del Toisó d'Or a la Catedral de Barcelona.